# Seán Hewitt
Seán Hewitt (Warrington, 1990) è uno scrittore, poeta e critico letterario britannico con cittadinanza irlandese.

## Biografia
Seán Hewitt è nato a Warrington da padre inglese e madre irlandese. Si è laureato in letteratura inglese al Girton College dell'Università di Cambridge, per poi conseguire un dottorato di ricerca su John Millington Synge all'Università di Liverpool. Successivamente si è trasferito a Dublino, dove insegna al Trinity College dal 2020.
Nel 2020 ha esordito con la raccolta poetica Tongues of Fire, edita da Jonathan Cape; la silloge è stata acclamata dalla critica e gli è valsa una posizione tra i "30 under 30" dell'edizione irlandese di The Sunday Times. Nel 2021 la sua monografia J.M. Synge: Nature, Politics, Modernism è stata pubblicata dalla Oxford University Press, mentre nel 2022 ha pubblicato la sua autobiografia All Down Darkness Wide, edita da Penguin House negli Stati Uniti; il libro di memorie gli è valso il Premio Rooney per la letteratura irlandese.
Nel 2023 è stato eletto fellow della Royal Society of Literature e ha scritto 300,000 Kisses: Tales of Queer Love from the Ancient World, illustrato da Luke Edward Hall e pubblicato da Penguin; in Italia è edito da L'Ippocampo ed è stato pubblicato con il titolo 300.000 baci. Racconti d'amore queer dal mondo antico. Nel 2024 ha pubblicato la sua seconda silloge, Rapture's Road, seguita nel 2025 dal suo primo romanzo, Open, Heaven.
È dichiaratamente gay.

## Opere
- Tongues of Fire, Londra, Jonathan Cape, 2020. ISBN 9781473575929
- J.M. Synge: Nature, Politics, Modernism, Oxford, Oxford University Press, 2021. ISBN 9780192606662
- All Down Darkness Wide, Londra, Jonathan Cape, 2022. ISBN 9781473591080
- 300,000 Kisses: Tales of Queer Love from the Ancient World, con Luke Edward Hall. Londra, Penguin, 2023. ISBN 9781802060423

300.000 baci. Racconti d'amore queer dal mondo antico. Milano, L'Ippocampo. ISBN 9788867228386
- Rapture's Road, Londra, Jonathan Cape, 2024. ISBN 9781529920925
- Open, Heaven, Londra, Penguin, 2025. ISBN  9780593802847